# Amour 65
Pour plus de détails, voir Fiche technique et Distribution.
Amour 65 (Kärlek 65) est un film suédois réalisé par Bo Widerberg, sorti en 1965.

## Fiche technique
Sauf indication contraire, les informations mentionnées dans cette section peuvent être confirmées par les bases de données cinématographiques  présentes dans la section « Liens externes ».
- Titre original : Kärlek 65
- Titre français : Amour 65
- Réalisation, scénario et montage : Bo Widerberg
- Photographie : Hans Emanuelsson, Jan Lindeström et Bruno Rådström
- Société de production : Europa Film
- Pays de production :  Suède
- Langues originales : suédois et anglais
- Format : noir et blanc - 1,66:1 - 35 mm - mono
- Genre : drame
- Durée : 96 minutes
- Dates de sortie :
  - Suède : 17 mars 1965
  - Allemagne : juin 1965 (Berlinale 1965)

## Distribution
Sauf indication contraire, les informations mentionnées dans cette section peuvent être confirmées par les bases de données cinématographiques  présentes dans la section « Liens externes ».
- Keve Hjelm : Keve
- Ann-Marie Gyllenspetz : Ann-Mari
- Inger Taube : Inger
- Evabritt Strandberg : Evabritt
- Ben Carruthers : Benito (crédité Benito Carruthers)
- Björn Gustafson : Björn
- Kent Andersson : Kent
- Thommy Berggren : un acteur
- Agneta Ekmanner : une actrice (non créditée)
- Nina Widerberg : Nina, la fille de Keve et Ann-Mari (non créditée)

## Production
Anita Ekberg est prévue au casting de ce film et elle vient sur place pour le tournage, mais elle s'oppose à la volonté du réalisateur de lui faire jouer un rôle à mi-chemin entre elle-même et un personnage fictif.

## Musique
Le générique ne mentionne aucune donnée concernant la musique, bien que plusieurs extraits musicaux soient utilisés dans le film, comme Peace Piece de Bill Evans

## Distinction
- Berlinale 1965 :
  - Sélection en compétition officielle
  - Mention spéciale du prix FIPRESCI